# Colpa d'Alfredo
Colpa d'Alfredo è il terzo album in studio del cantautore italiano Vasco Rossi, pubblicato il 3 aprile 1980 dalla Targa.

## Descrizione
La registrazione avviene negli UMBI Studios di Umberto Maggi di Modena e ai Fonoprint di Bologna, in tempi brevi, con testi e arrangiamenti graffianti e dissacranti. A metà delle registrazioni, Auro Lugli decide di lasciare il gruppo.
Prima del brano Non l'hai mica capito si possono ascoltare un paio di versi di Albachiara.
Nel 2010 il brano Anima fragile viene cantato dall'attore italiano Elio Germano, all'interno del film La nostra vita. La versione del brano che si ascolta come colonna sonora, nel film, è quella con un nuovo arrangiamento che il cantautore ha inserito nell'album Rock, nel 1997.

### Colpa d'Alfredo
Il brano che dà il titolo all'album, Colpa d'Alfredo venne censurato perché conteneva la famosa frase «È andata a casa con il negro, la troia», risultando quindi offensiva, e per la promozione venne proposto il singolo Non l'hai mica capito/Asilo "Republic".
Secondo quanto racconta Andrea Giacobazzi, amico intimo di Vasco fin da allora, il brano è autobiografico, ma i discorsi seri e inopportuni riguardavano il problema di riuscire a recarsi in tempo quella sera a Misano, dove Vasco avrebbe dovuto suonare. Vasco Rossi dichiara invece che avrebbe "perso l'occasione" giocando a Space Invaders, sempre mentre parlava con Alfredo.
La copertina del disco, ideata da Luciano Tallarini, ha più di una somiglianza con quella dell'album Chi è Carlo Credi? di Carlo Credi pubblicato due anni prima.

## Tracce
Lato A
Testi e musiche di Vasco Rossi.
1. Non l'hai mica capito – 3:51
2. Colpa d'Alfredo – 4:57
3. Susanna – 3:27
4. Anima fragile – 3:44

Lato B
Testi e musiche di Vasco Rossi.
1. Alibi – 5:30
2. Sensazioni forti – 4:01
3. Tropico del Cancro – 5:24
4. Asilo "Republic" – 1:48

## Formazione
Musicisti
- Vasco Rossi – voce
- Maurizio Solieri – chitarra acustica, chitarra elettrica
- Gaetano Curreri – tastiera
- Bruno Corticelli – basso, contrabbasso
- Kaba – batteria
- Guido Elmi – chitarra, percussioni
- Enzo Feliciati – tastiera
- Glauco Zuppiroli – basso, contrabbasso
- Maurizio Maggi – strumentazione, voce
- Roberto Costa – basso, arrangiamento
- Auro Lugli – cori
- Rosy e Daniela – cori
- Massimo Riva – cori

Produzione
- Vasco Rossi – produzione
- Alan Taylor – produzione esecutiva
- Ruggero Penazzo – missaggio
- Arun Chakraverty – mastering
- Luciano Tallarini – copertina
- Mauro Balletti – fotografia